# Simon Hallenbarter
Simon Hallenbarter (ur. 5 marca 1979, zm. 3 października 2022) w Obergesteln – szwajcarski biathlonista. Jego najlepszym rezultatem jest dziewiąte miejsce w sprincie podczas mistrzostw w Pjongczangu.

## Osiągnięcia

### Zimowe Igrzyska Olimpijskie
| 2006 Turyn/Cesana San Sicario (Włochy) | 76. miejsce (IN), 65. miejsce (SP)                                    |
| 2010 Vancouver/Whistler (Kanada)       | 43. miejsce (IN), 16. miejsce (SP), 43. miejsce (PU), 9. miejsce (RL) |
| 2014 Soczi/Krasnaja Polana (Rosja)     | 46. miejsce (IN), 13. miejsce (RM),                                   |

### Mistrzostwa Świata
| 2004 Oberhof (Niemcy)                | 106. miejsce (IN), 68. miejsce (SP), 19. miejsce (RL)                                    |
| 2005 Hochfilzen (Austria)            | 21. miejsce (IN), 52. miejsce (SP), 52. miejsce (PU), 18. miejsce (RL)                   |
| 2007 Anterselva (Włochy)             | 29. miejsce (IN), 52. miejsce (SP), 52. miejsce (PU), 16. miejsce (RL)                   |
| 2008 Östersund (Szwecja)             | 34. miejsce (IN), 13. miejsce (SP), 24. miejsce (PU), 22. miejsce (MS), 18. miejsce (RL) |
| 2009 P'yŏngch'ang (Korea Południowa) | 49. miejsce (IN), 9. miejsce (SP), 29. miejsce (PU), 17. miejsce (MS), 8. miejsce (RL)   |
| 2011 Chanty-Mansyjsk (Rosja)         | 42. miejsce (IN), 24. miejsce (SP), 29. miejsce (PU), 17. miejsce (RL)                   |
| 2012 Ruhpolding (Niemcy)             | 36. miejsce (IN), 24. miejsce (SP), 41. miejsce (PU), 7. miejsce (RL)                    |
| 2013 Nove Mesto (Czechy)             | 82. miejsce (SP),                                                                        |

### Puchar Świata

#### Miejsca w klasyfikacji generalnej
| Sezon     | Miejsce |
| --------- | ------- |
| 2004/2005 | 72.     |
| 2005/2006 | 56.     |
| 2006/2007 | 51.     |
| 2007/2008 | 25.     |
| 2008/2009 | 36.     |
| 2009/2010 | 49.     |
| 2010/2011 | 46.     |
| 2011/2012 | 32.     |
| 2012/2013 | 68.     |

#### Miejsca w pierwszej dziesiątce chronologicznie
- 2005:

1. Brezno-Osrblie – bieg indywidualny – 8. miejsce

- 2008:

1. Ruhpolding – sprint – 6. miejsce
2. Antholz – bieg masowy – 7. miejsce